# 14世纪国家领导人列表

## 亚洲
- 中国
  - 元朝：
    1. 元成宗，元朝皇帝，1294年－1307年
    2. 元武宗，元朝皇帝，1307年－1311年
    3. 元仁宗，元朝皇帝，1311年－1320年
    4. 元英宗，元朝皇帝，1320年－1323年
    5. 元泰定帝，元朝皇帝，1323年－1328年
    6. 元天顺帝，元朝皇帝，1328年
    7. 元文宗，元朝皇帝，1328年－1329年、1329年－1332年
    8. 元明宗，元朝皇帝，1329年
    9. 元宁宗，元朝皇帝，1332年
    10. 元惠宗，元朝皇帝，1333年－1368年

  - 北元：
    1. 元惠宗，蒙古大汗·北元皇帝，1368年－1370年
    2. 元昭宗，蒙古大汗·北元皇帝，1370年－1378年
    3. 元天元帝，蒙古大汗·北元皇帝，1378年－1388年
    4. 卓里克图汗，蒙古大汗，1388年－1391年
    5. 恩克汗，蒙古大汗，1391年－1394年
    6. 额勒伯克尼古埒苏克齐汗，蒙古大汗，1393年－1400年
    7. 坤帖木儿，蒙古大汗，1400年－1402年

  - 宋：
    1. 徐壽輝，皇帝，1351年－1360年

  - 周：
    1. 张士诚，周王，1353年－1367年

  - 宋：
    1. 韩林儿，皇帝（小明王），1355年－1366年

  - 汉：
    1. 陈友谅，汉王，1359年－1360年；皇帝，1360年－1363年
    2. 陈理，皇帝，1363年－1364年

  - 夏：
    1. 明玉珍，皇帝，1363年－1366年
    2. 明升，皇帝，1366年－1371年

  - 明朝：
    1. 明太祖，明朝皇帝，1368年－1398年
    2. 明惠帝，明朝皇帝，1398年－1402年
- 朝鲜半岛- 
  - 王氏高丽：
    1. 高丽忠烈王，高丽国王，1274年－1298年、1298年－1308年
    2. 高丽忠宣王，高丽国王，1298年、1308年－1313年
    3. 高丽忠肃王，高丽国王，1313年－1330年、1332年－1339年
    4. 高丽忠惠王，高丽国王，1330年－1332年、1339年－1344年
    5. 高丽忠穆王，高丽国王，1344年－1348年
    6. 高丽忠定王，高丽国王，1349年－1351年
    7. 高丽恭愍王，高丽国王，1351年－1374年
    8. 高丽禑王，高丽国王，1374年－1388年
    9. 高丽昌王，高丽国王，1388年－1389年
    10. 高丽恭让王，高丽国王，1389年－1392年

  - 朝鲜王朝：
    1. 朝鲜太祖，高丽国王（权知高丽国事），1392年－1393年；朝鲜国王（权知朝鲜国事），1393年－1398年
    2. 朝鲜定宗，朝鲜国王（权知朝鲜国事），1398年－1400年
    3. 朝鲜太宗，朝鲜国王（权知朝鲜国事），1400年－1401年；朝鲜国王，1401年－1418年
- 日本–
  - 天皇（镰仓时代）：
    1. 后伏见天皇，1298年－1301年
    2. 后二条天皇，1301年－1308年
    3. 花园天皇，1308年－1318年
    4. 后醍醐天皇，1318年－1339年

  - 镰仓幕府（征夷大将军）：
    1. 久明亲王，1289年－1308年
    2. 守邦亲王，1308年－1333年

  - 镰仓幕府（执权）：
    1. 北条贞时，1284年－1301年
    2. 北条师时，1301年－1311年
    3. 北条宗宣，1311年－1312年
    4. 北条熙时，1312年－1315年
    5. 北条基时，1315年－1316年
    6. 北条高时，1316年－1326年
    7. 北条贞显，1326年－1326年
    8. 北条守时，1327年－1333年

  - 天皇（建武新政）：
    1. 后醍醐天皇，1318年－1339年

  - 天皇（南朝）：
    1. 后醍醐天皇，1318年－1339年
    2. 后村上天皇，1339年－1368年
    3. 长庆天皇，1368年－1383年
    4. 后龟山天皇，1383年－1392年

  - 天皇（北朝）：
    1. 光严天皇，1331年－1333年
    2. 光明天皇，1336年－1348年
    3. 崇光天皇，1348年－1351年
    4. 后光严天皇，1351年－1371年
    5. 后圆融天皇，1371年－1382年
    6. 后小松天皇，1382年－1412年

  - 室町幕府（征夷大将军）：
    1. 足利尊氏，1338年－1358年
    2. 足利义诠，1359年－1367年
    3. 足利义满，1369年－1395年
    4. 足利义持，1395年－1423年
- 琉球国–
  - 英祖王朝：
    1. 大成，1300年－1308年
    2. 英慈，1309年－1313年
    3. 玉城，1314年－1336年
    4. 西威，1337年－1349年

  - 察度王朝（中山国）：
    1. 察度，1350年－1395年
    2. 武宁，1396年－1405年

  - 大里王朝（南山国）：
    1. 承察度，1337年？－1398年？
    2. 汪英紫，1399年？－1402年？

  - 怕尼芝王朝（北山国）：
    1. 怕尼芝，1322年？－1395年？
    2. 珉，1396年？－1400年？
- 越南
  - 陈朝：
    1. 陈英宗，大越皇帝，1293年－1314年
    2. 陈明宗，大越皇帝，1314年－1329年
    3. 陈宪宗，大越皇帝，1329年－1341年
    4. 陈裕宗，大越皇帝，1341年－1369年
    5. 杨日礼，大越皇帝，1369年－1370年
    6. 陈艺宗，大越皇帝，1370年－1372年
    7. 陈睿宗，大越皇帝，1372年－1377年
    8. 陳晛，大越皇帝，1377年－1388年
    9. 陈顺宗，大越皇帝，1388年－1398年
    10. 陳少帝，大越皇帝，1398年－1400年

  - 胡朝：
    1. 胡季犛，大虞皇帝，1400年
    2. 胡汉苍，大虞皇帝，1400年－1407年

  - 占婆：
    1. 制旻，占婆（第十二王朝）国王，1288年？－1307年
    2. 制至，占婆（第十二王朝）国王，1307年－1312年
    3. 制能，占婆（第十二王朝）国王，1312年－1318年
    4. 制阿难，占婆（第十三王朝）国王，1318年－1342年
    5. 茶和布底，占婆（第十三王朝）国王，1342年－？
    6. 制蓬峩，占婆（第十三王朝）国王，1360年？－1390年
    7. 罗皑，占婆（第十四王朝）国王，1390年－1400年
    8. 占巴的赖，占婆（第十四王朝）国王，1400年－1441年
- 奥斯曼帝国：
  1. 奥斯曼一世，苏丹，约1299年－1323年/1324年
  2. 奥尔汗一世，苏丹，1323年/1324年－1362年
  3. 穆拉德一世，苏丹，1362年－1389年
  4. 巴耶济德一世，苏丹，1389年－1402年

## 欧洲
- 教宗國：
  1. 博義八世，1294年－1303年
  2. 本篤十一世，1303年－1304年
  3. 克勉五世，1305年－1314年
  4. 若望二十二世，1316年－1334年
  5. 本篤十二世，1334年－1342年
  6. 克勉六世，1342年－1352年
  7. 依諾增爵六世，1352年－1362年
  8. 烏爾巴諾五世，1362年－1370年
  9. 額我略十一世，1370年－1378年
  10. 烏爾巴諾六世，1378年－1389年
  11. 博義九世，1389年－1404年
- 拜占廷帝国（巴列奥略王朝）：
  - 安德洛尼卡二世，拜占庭帝国皇帝，1282年－1328年
  - 米海尔九世，拜占庭帝国（共治）皇帝，1294年－1320年
  - 安德洛尼卡三世，拜占庭帝国皇帝，1328年－1341年
  - 约翰五世，拜占庭帝国皇帝，1341年－1376年、1379年－1390年、1390年－1391年
  - 约翰六世，拜占庭帝国（共治）皇帝，1347年－1354年
  - 安德洛尼卡四世，拜占庭帝国皇帝，1376年－1379年
  - 约翰七世，拜占庭帝国皇帝，1390年
  - 曼努埃尔二世，拜占庭帝国皇帝，1391年－1425年
- 神圣罗马帝国- 
  - 亨利七世，神圣罗马皇帝，1312年－1313年
  - 路易四世，神圣罗马皇帝，1328年－1347年
  - 查理四世，神圣罗马皇帝，1355年－1378年
- 英格兰王国：
  - 金雀花王朝：

  1. 爱德华一世，英格兰国王，1272年－1307年
  2. 爱德华二世，英格兰国王，1307年－1327年
  3. 爱德华三世，英格兰国王，1327年－1377年
  4. 理查二世，英格兰国王，1377年－1399年

  - 兰开斯特王朝：

  1. 亨利四世，英格兰国王，1399年－1413年
- 法兰西王国：
  - 卡佩王朝：

  1. 腓力四世（美男子），法国国王，1285年－1314年
  2. 路易十世（顽固者），法国国王，1314年－1316年
  3. 腓力五世，法国国王，1316年－1322年
  4. 查理四世（美男子），法国国王，1322年－1328年

  - 瓦卢瓦王朝：

  1. 腓力六世，法国国王，1328年－1350年
  2. 约翰二世，法国国王，1350年－1364年
  3. 查理五世，法国国王，1364年－1380年
  4. 查理六世，法国国王，1380年－1422年
- 罗斯：
  - 莫斯科大公：

  1. 丹尼尔·亚历山德罗维奇，1276年－1303年
  2. 尤里·丹尼洛维奇，1303年－1325年
  3. 伊凡一世，1325年－1340年
  4. 谢苗一世，1340年－1353年
  5. 伊凡二世，1353年－1359年
  6. 德米特里·伊凡诺维奇，1359年－1389年
  7. 瓦西里一世，1389年－1425年